# Pacal stewarti
Espèce
Synonymes
- Schizomus stewarti Rowland, 1973

Pacal stewarti est une espèce de schizomides de la famille des Hubbardiidae.

## Distribution
Cette espèce est endémique d'Oaxaca au Mexique,. Elle se rencontre dans la grotte Cueva del Guayabo.

## Description
Le mâle holotype mesure 3,5 mm.

## Étymologie
Cette espèce est nommée en l'honneur de Glenn R. Stewart.

## Publication originale
- Rowland, 1973 : Three new Schizomida of the genus Schizomus from Mexican caves. Bulletin of the Association for Mexican Cave Studies, no 5, p. 135-140 (texte intégral).